# Споменик Бранку Радичевићу у Земуну
44° 50′ 31″ С; 20° 24′ 37″ И / 44.842009° С; 20.410407° И
Споменик Бранку Радичевићу у Земуну налази се у Земунском парку, код Земунске гимназије.
Споменик је свечано откривен тачно 180 година од рођења чувеног српског песника, 2004. године. Бисту је направио вајар Милан Бесарабић 1954. године и у Земунској гимназији је стајала пола века. Одлука о подизању споменика Бранку Радичевићу објављена је у Службеном листу града Београда бр. 4/2004, а споменик је подигнут средствима које је обезбедила Скупштина општине Земун. Свечаности је присуствовао и аутор бисте Милан Бесарабић (96).
Бранко је као четворогодишњак дошао у Земун са породицом где је завршио пет разреда српске (1830—1832) и немачке (1832—1835) основне школе, одакле се преселио на даље школовање у Сремске Карловце. Трг на коме се налазила кућа у којој је становао носи име Трг Бранка Радичевића.
У Земуну постоји и основна школа са именом Бранка Радичевића.